# Pyretryna

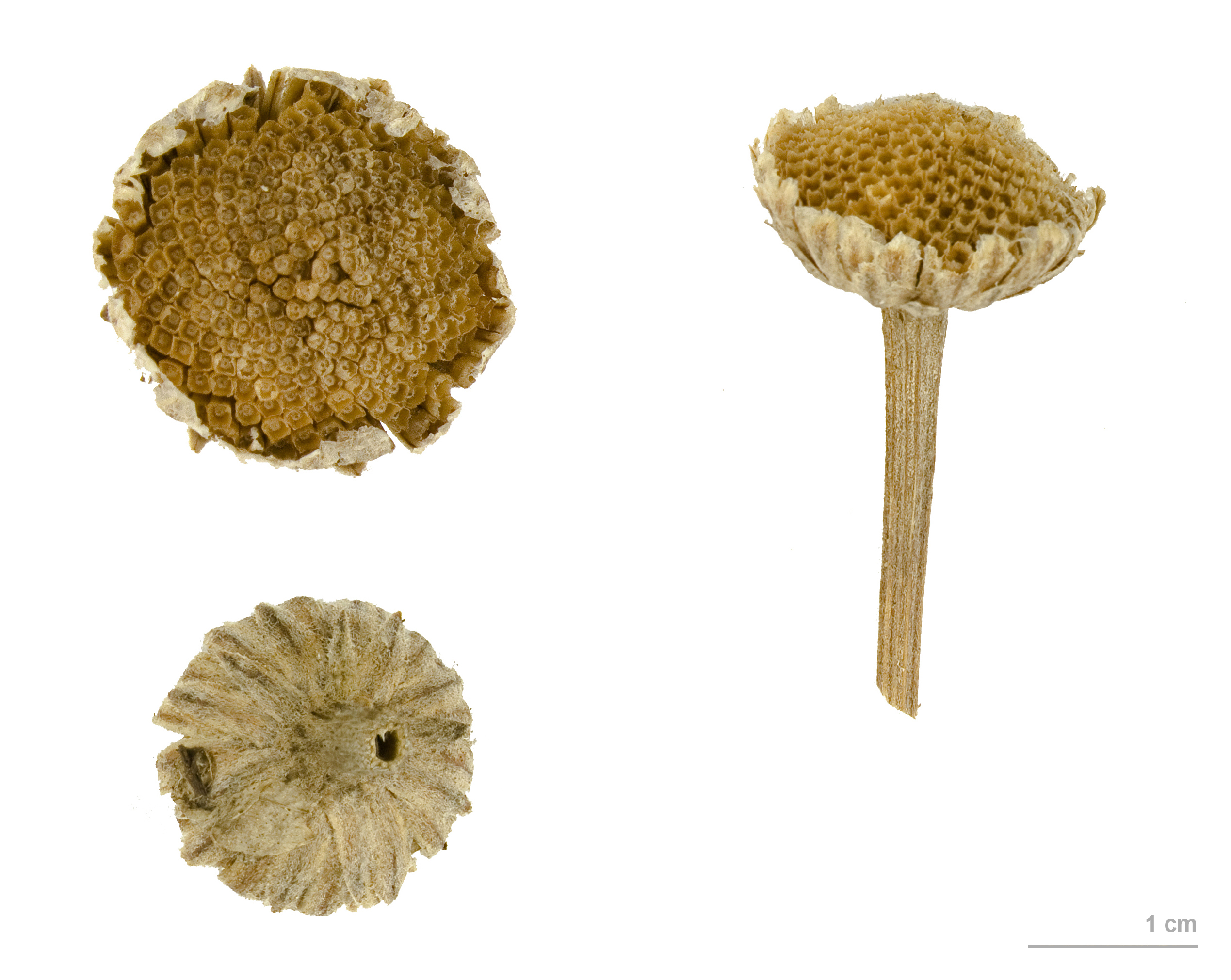
Wrotycz starcolistny (Tanacetum cinerariifolium)

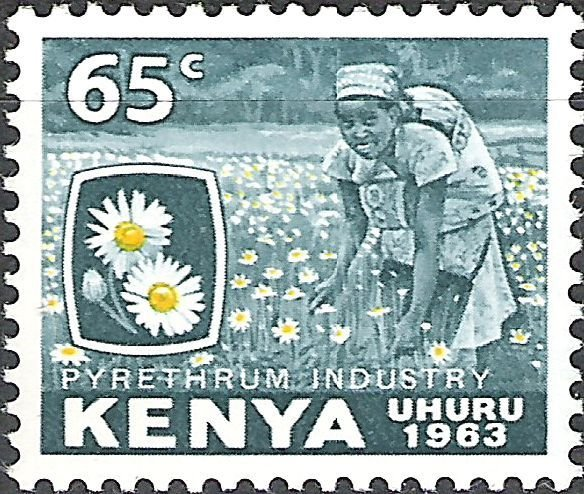
Kenijski znaczek pocztowy z wrotyczem (1963 r.)

Pyretryna, pyretrum, piretrum – zwyczajowa nazwa substancji otrzymywanej z kwiatów wrotycza starcolistnego (Tanacetum cinerariifolium) lub wrotycza szkarłatnego (T. coccineum), będącej naturalnym insektycydem. Jest mieszaniną pyretryn, cyneryn i jasmolin, która łatwo ulega utlenianiu i hydrolizie, wskutek czego szybko rozkłada się w organizmach owadów.
Jest stosowana do zwalczania różnych szkodników (m.in. karaczanów, mrówek faraona, pcheł i pluskiew).